# Bandara johnsoni
Bandara johnsoni är en insektsart som beskrevs av Van Duzee 1894. Bandara johnsoni ingår i släktet Bandara och familjen dvärgstritar. Inga underarter finns listade i Catalogue of Life.